# 16247 Esner
16247 Esner este un asteroid din centura principală de asteroizi.

## Descriere
16247 Esner este un asteroid din centura principală de asteroizi. A fost descoperit pe 28 aprilie 2000 la Socorro, New Mexico, în cadrul proiectului LINEAR. Asteroidul prezintă o orbită caracterizată de o semiaxă mare de 2,85 ua, o excentricitate de 0,09 și o înclinație de 1,0° în raport cu ecliptica.